# Нью-Йорк Космос (2010)
Нью-Йорк Космос (англ. New York Cosmos) — професіональний футбольний клуб з Нью-Йорка (США), що грає у Північноамериканській футбольній лізі –  футбольному дивізіоні 2-го рівня США і Канади. Про заснування клубу було оголошено у 2010 році, а виступи у змаганнях він почав з 2013 року. Протягом перших чотирьох сезонів у NASL «Нью-Йорк Космос» тричі виграв головний трофей ліги — 
«Soccer Bowl».
Домашні матчі проводить на «MCU Парк», який за своїм призначенням є бейсбольним стадіоном. Розташований у Брукліні.